# SCGI
SCGI(Simple Common Gateway Interface, 심플 커먼 게이트웨이 인터페이스)는 CGI 프로토콜의 대안으로 응용 프로그램이 HTTP 서버와 인터페이스하기 위한 프로토콜이다. FastCGI와 유사하지만 구문 분석이 더 쉽도록 설계되었다. CGI와 달리 장기간 실행되는 서비스 프로세스가 요청을 계속 처리할 수 있도록 허용하므로 설정 오버헤드(예: 데이터베이스 연결)로 인한 요청 응답 지연을 방지할 수 있다.
SCGI는 웹 서버와 애플리케이션 서버 간의 통신을 정의하는 프로토콜이다. 이는 낮은 확장성과 높은 오버헤드가 허용될 때 애플리케이션 프로그래머가 소켓의 복잡성과 장기 실행 서비스 프로세스를 피할 수 있도록 설계된 초기 애플리케이션(게이트웨이) 인터페이스인 CGI와 대조된다.
SCGI 프로토콜은 웹 서버가 이미 HTTP 요청을 구문 분석하고 검증했다는 사실을 활용하고 응용 프로그램 프로그래머가 모호함과 프로토콜 엣지 케이스를 구문 분석하는 것을 방지하면서 SCGI 서버에 요청을 정식으로 전달한다. 이렇게 하면 RFC 2616의 복잡한 헤더 구문 분석 및 헤더 결합 규칙이 방지되어 SCGI 서버 프로세스의 복잡성이 크게 줄어든다.

## 역사
닐 셰메나워(Neil Schemenauer)는 2001년 10월에 원본 SCGI 프로토콜 사양을 발표했다. 그는 SCGI의 첫 번째 구현을 개발하고 2002년 4월에 처음으로 발표했다.

## 같이 보기
- 공용 게이트웨이 인터페이스
- FastCGI
- 웹 서버 게이트웨이 인터페이스